# Mojżesz Tovini
Mojżesz Tovini, właśc. wł. Mosè Tovini (ur. 27 grudnia 1877 w Cividate Camuno w Brescii, zm. 28 stycznia 1930 w Brescii) – włoski ksiądz, oblat Zgromadzenia Świętej Rodziny (CHF), bratanek bł. Józefa Tovini, błogosławiony Kościoła rzymskokatolickiego.
Był najstarszym z ośmiorga dzieci swoich rodziców. Uczęszczał do szkoły potem w dniu 14 listopada 1886 roku przyjął Pierwszą Komunię Świętą. 9 czerwca 1900 roku otrzymał święcenia kapłańskie. Wkrótce został wysłany do Rzymu, gdzie kontynuował studia z matematyki, filozofii i teologii. Potem, jako jeden z trzech pierwszych, wstąpił do zgromadzenia kapłańskiego Oblatów Świętej Rodziny, a także służył chorym w czasie pandemii grypy hiszpańskiej.
23 stycznia 1930 roku trafił do szpitala, gdzie zdiagnozowano u niego zapalenie płuc. W dniu 27 stycznia poprosił o sakrament namaszczenia chorych i następnego dnia zmarł w opinii świętości.
Dekret o heroiczności cnót sługi Bożego został odczytany w obecności Jana Pawła II 12 kwietnia 2003 roku.
Mojżesz Tovini został beatyfikowany przez papieża Benedykta XVI w dniu 17 września 2006 roku.